# Nykterhetsrörelsens scoutförbund
Nykterhetsrörelsens Scoutförbund, NSF, är en del av IOGT-NTO-rörelsen som bedriver scoutverksamhet för barn, ungdomar och vuxna. Medlemmar i organisationen avlägger nykterhetslöfte senast då de fyllt 12 år. NSF har cirka 3 700 medlemmar och är en samverkansorganisation till Scouterna.

## Historik
Nykterhetsrörelsens scoutförbund bildades 1970 när IOGT:s scoutförbund och NTO:s scoutförbund gick samman i samband med att IOGT och NTO bildade IOGT-NTO. NSF var från sitt grundande fram till 2012 en av de fem scoutförbund som var medlemmar i Svenska Scoutrådet och i samband med den svenska scoutrörelsens omorganisation övergick NSF till att vara en samverkansorganisation till den nya riksscoutorganisationen, Scouterna.
Sedan oktober 2023 är Anders Ödman och ordförande i NSF.

## Organisation
Nykterhetsrörelsens scoutförbund består av ett flertal lokalföreningar, scoutkårer, som samarbetar i geografiska distrikt. Kårerna och distrikten väljer representanter till Förbundsmötet (FM) som vartannat år sammanträder och väljer en förbundsstyrelse (FS). Förbundsstyrelsen ansvarar för att genomföra den arbetsplan som ombuden tillsammans beslutats om på förbundsmötet. Utöver förbundsstyrelsen finns ett antal kommittéer och utskott med olika ansvarsområden. 
Samtliga NSF:s scoutkårer är också medlemmar i riksorganisationen Scouterna och kan sända ombud till årsmötet Demokratijamboreen.

### Ordförande
| Arne Lundberg      | 1971–1973 |
| Henny Olsson       | 1973–1975 |
| Ulla-Greta Nordebo | 1975–     |
| Arne Lundberg      | 1976–1984 |
| Ingegerd Andersson | 1984–1989 |
| Barbro Lönnehed    | 1990–1994 |
| Lars Karlsson      | 1994–1998 |
| Anna Löfgren       | 1998–2002 |
| Tommy Carlsson     | 2002–2005 |
| Birgitta Persson   | 2005–2010 |
| Per Södergren      | 2010–2011 |
| Fredrik Torberger  | 2011–2017 |
| Karin Wester       | 2017–2021 |
| Ponthus Jessmor    | 2021–2023 |
| Anders Ödman       | 2023–     |

### Förbundssekreteraren/kanslichefer/Generalsekreterare
| Weikko Skoog        | 1970–1971 |
| Over Ernström       | ?         |
| Hasse Lundberg      | ?         |
| Tommy Arnlind       | ?–1981    |
| Etty Seger          | 1981–1994 |
| Göran Hägerdal      | 1994–1999 |
| Mikael Premberg     | 1999–2009 |
| Jenny Lindberg      | 2010–2015 |
| Linn Ternefors      | 2015–2020 |
| Theres Sysimetsä    | 2020–2022 |
| Ellen Sjömålen (tf) | 2022      |
| Sandra Karlsson     | 2022–     |

### Utmanarscoutkommittén

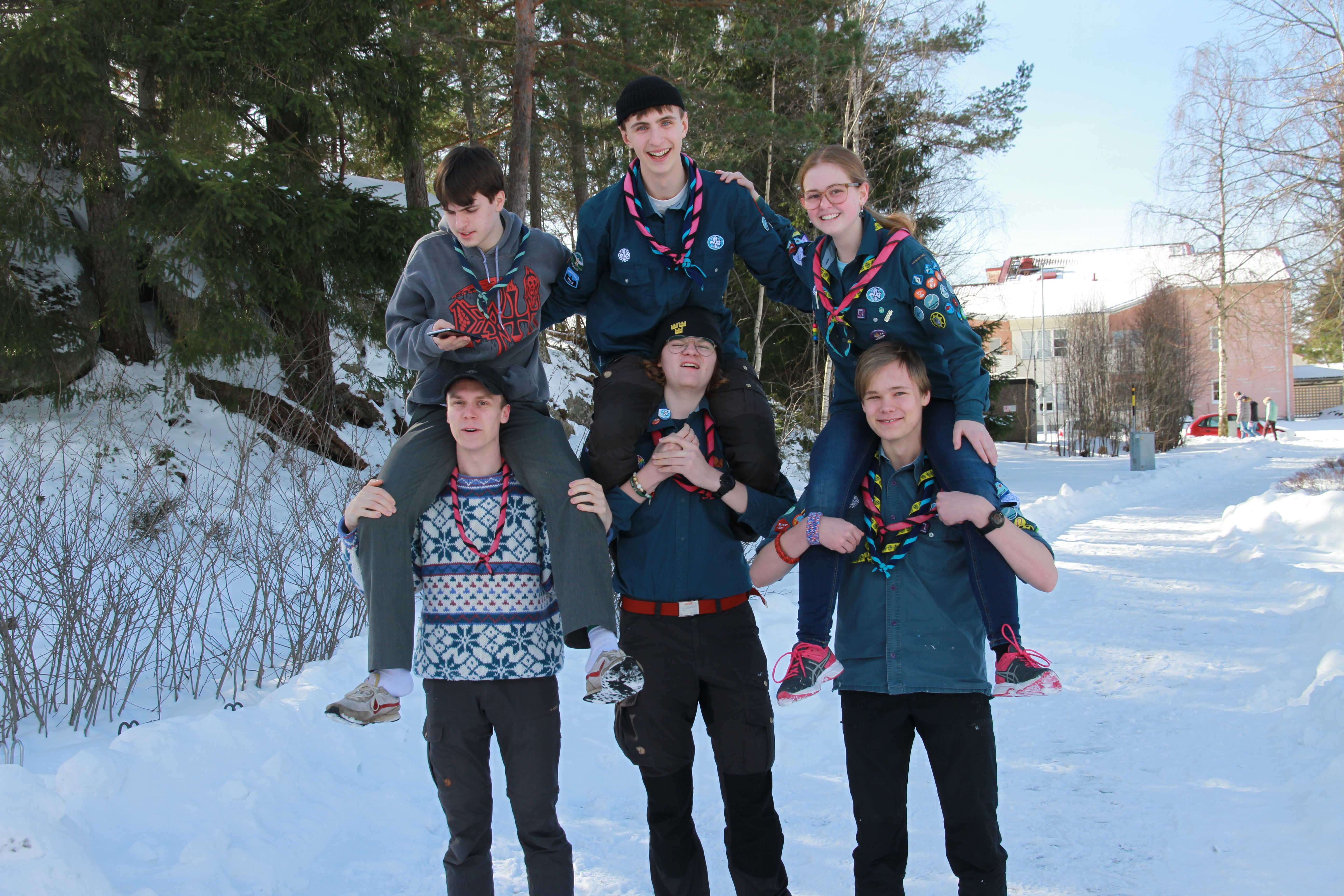
Utmanarscoutkommittén 2023/2024

Utmanarscoutkommittén (UScK) är förbundets verkställande organ i utmanarscoutfrågor. UScK väljs under Utmanarscouttinget som vanligen hålls varje vår. Utmanarscoutkommittén har funnits sen förbundet grundades genom sammanslagningen av IOGT och NTO scoutförbund 1970. Sedan 2005 benämns seniorscouter utmanarscouter. Utmanarscoutkommittén hette tidigare Seniorscoutkommitén. Namnbytet röstades igenom på tinget i Åby 2009.
Ledamöterna i Utmanarscoutkommittén väljs vanligtvis på två år och blir sällan omvalda. Valbar till Utmanarscoutkommittén är varje scout inom Nykterhetsrörelsens scoutförbund men en majoritet av kommittén samt ordföranden måste vara utmanarscouter.
UScK:s huvudsakliga uppgifter är att:
- föra utmanarscouternas talan gentemot förbundsstyrelsen och andra kommittéer och arbetsgrupper inom scoutrörelsen,
- förse utmanarscouttinget med handlingar,
- förvalta förbundets utmanarscoutanslag (som de senaste åren har legat på 260 000 kronor), samt
- se till att utmanarscouterna inom Nykterhetsrörelsens scoutförbund får en givande och utmanande utmanarscouttid.

På tinget i Örebro år 2005 antogs Utmanarscoutkommitténs nuvarande uppdragsbeskrivning.

### Roverscoutkommittén
Förbundet har tidigare även haft ett verkställande organ i roverscoutfrågor (RScK), denna lades dock ner under 2017 på grund av brist på uppdrag.

## Åldersgrupper
Förbundet har samma åldersgrupper som resten av scoutrörelsen.
- Spårare 8-9 år
- Upptäckare 10-12 år
- Äventyrare 12-15 år
- Utmanare 15-19 år
- Rover 19-25 år

## Scoutprogrammet

### Jägarna
Under sjuttiotalet framfördes önskemål från seniorscoutkommittén att en skrift skulle produceras med programförslag samt berättelse över hur ett seniorscoutlag skulle fungera i det nya moderna scoutprogrammet. En drygt hundrasidig bok om seniorscoutlaget Jägarna produceras, och säljs via Scoutköp för att användas som idégivare och inspirationskälla bland scoutförbundets seniorscoutlag. Med tiden kom boken att användas av programansvariga i såväl kurs- som lägerprogramform. Författare var Ove Ernström

### Uppgiftsböcker
I början av 1970-talet ersattes de gamla provböckerna av nya Uppgiftsböcker för de nya åldersgrupperna. En viss fördröjning hade inträtt. Initialt fanns inga kunskapsprov i det nya scoutprogrammet vilket många äldre ledare upplevde som frustrerande, och stark kritik framfördes. Programmakarna tog allvarligt på detta och inledde en analys av hur tillämpningen kunde fungera. Uppgiftsböcker blev ett resultat, men även programpaket i form av lathundar för avdelningsledarna.

### Vandraren
Programmaterial Vandraren lanserades 2001. Tanken var att alla seniorscouter för första gången på länge skulle få ett eget exemplar av programmet. Att äga, slita, älska och använda. Här samlades goda tips på aktiviteter, förklaringar om hur ett seniorscoutlags liv kunde se ut, funderingar på livet i stort och var jaget befann sig i utvecklingskurvan. Allt för att tiden nu var kommen för scouten att själv driva sina upplevelser. Nytt var också att seniorscouten nu kunde förtjäna märken till sin skjortärm genom Utmaningar.

### LYFTET
Under senare delen av nittiotalet presenterades den stora kampanjen ”LYFTET” med information kring drogfrågan, men också med ett omfattande programmaterial som innefattade lekar och tävlingar, aktivitetsmaterial för enskilda såväl som grupper eller patruller. Tips på utåtriktade aktiviteter samt informationskampanjer. Kampanjen inleddes med en konferenskurs på Wendelsbergs folkhögskola i Mölnlycke dit många samhällsprofiler inom såväl underhållning som utbildning, vård och politik hade bjudits in med uppdrag att tillsammans ge kampanjen en stark ”kick-off”.

### Drogfriryggsäcken
Några år in på tvåtusentalet kom Drogfriryggsäcken, ett informationsmaterial till scoutledarna att använda i verksamheten. Materialet levererades i en ryggsäck för att enkelt kunna följa med ut på scoutaktiviteten och bestod till stor del av värderingsövningar, men även dramaövningar och olika sorters spel där alkoholfrågan problematiserades. Arbetsgruppen som tog fram Drogfriryggsäcken bestod av scoutledare som arbetar professionellt med barn och ungdomar och hade till sin hjälp haft tillgång av scouter, elever och kollegor som prövat övningarna. Materialet var framtaget med tanke på att kunna användas av andra organisationer.

### Klartänkt
Drogfriryggsäcken blev ett välanvänt material i scoutkårerna, men efter ett antal år uppkom behovet av ett nytt, mer flexibelt material. Den fysiska ryggsäcken var välfylld med kringmaterial som tyvärr blev daterat. Nya övningar togs fram och materialet fick namnet Klartänkt vilket anspelar på att de ska hjälpa oss reflektera över och bli medvetna om våra val i livet. Materialet är anpassat efter scoutrörelsens olika åldersgrupper och syftar till att stärka individen och när scouterna blir äldre reflektera över alkohol och andra droger ur ett normkritiskt perspektiv. Klartänkt är framtaget för ledare inom Nykterhetsrörelsens Scoutförbund, men passar lika bra för andra ledare inom föreningslivet.

### Narkotikahundskampanjen
En annan uppmärksammad kampanj som pågick i omgångar under ett par år var Narkotikahundskampanjen. NSF beslöt genomföra insamlingsaktioner till anskaffande av fler narkotikahundar till tullverket. Behovet var större än tillgången i slutet på nittiotalet och början på tvåtusentalet. Hundarna behövde en omfattande inskolning under en längre period samt en speciell omvårdnad för att kunna fungera i sökandet av olika narkotikapreparat. Denna process omfattade en summa inledningsvis på ca 250 000 kronor per hund, pengar som tullverket inte kunde avsätta i ordinarie budget. Med tiden ökade kostnaderna för inskolningen av dessa hundar och kom de sista åren att landa på ca 500 000 kronor i anskaffningskostnad för en fullt utbildad narkotikahund. Man tog därför beslutet att genomföra insamlingar till detta och lyckades därmed bidra till tre hundar under en period på två och ett halvt år.  

### Nykter Scout – en modern livsstil
I augusti 2010 presenterade NSF en ny bok kallad Nykter Scout – en modern livsstil. Den togs fram som en informationskälla och ett stöd för att hitta sitt eget sätt att arbeta preventivt mot alkohol som ett sätt att nå scoutings mål och att göra scouter redo för livet.

## Ledarutbildning

### LDK, Landsdelskurserna
Utbildning var viktigt för scoutledarskapet, men form och upplägg har skiftat genom åren. I det här kapitlet tar vi endast upp de som fanns med i många år. LDK, landsdelskurserna, var en grundläggande utbildning och nya ledares första kontakt med tillämpningen av scoutprogrammets alla grenar. Kursformen fanns med i utbildningsprogrammet redan från mitten av femtiotalet och in på senare delen av sjuttiotalet. Landsdelskurserna genomfördes, från början, på fyra olika platser i landet under Kristi Himmelfärdshelgen. De gav deltagarna en inblick i hela scoutprogrammet varefter man själv fick bestämma sig för den åldersgrupp man lockades av.

### Treklöver-Gilwellutbildningen (TG)
Treklöver-Gilwellutbildningen riktar sig till aktiva avdelningsledare och syftar till att stärka ledaren och ge dem kunskaper i scouting.  NSF genomförde under många år sina egna TG kurser på Kungshol. Idag genomför kurserna av Scouternas Folkhögskola/Scouterna.

### Solvargsveckan
Solvargsveckan anordnades första gången 1982 på Kungshol. Innan dess genomfördes det patrulledarutbildningar i distrikten. År 2010 slogs den samman med Leda patrull som finns på Scouternas Ledarskapsö, men har fortsatt arrangerats av NSF med samma symboliska inramning som tidigare. Det är en patrulledarkurs för  åldersgruppen 12–16 år. Många patrulledare och vice patrulledare har fångats av kursformen som byggde på patrullscoutprogrammet och genomförs i lägerkursform. Utbildningen upplevdes som mycket stimulerande av deltagarna och gav en kick vidare in till scoutledarskap några år senare. Inledningsvis var kursformen tänkt att arrangeras på flera ställen i landet varje sommar men man begränsades av resurstillgångar. Kursens namn kom att bli en påminnelse om en framstående ledarprofils scoutnamn Robert Solvargen Larsson från NTO scoutförbunds tidiga dagar!

### Idékursen
Idékurserna har  funnits i förbundet från 80-talet och genomförs än idag. Det är en upplevelsekurs i vintermiljö och vänder sig till senior- numera utmanarscouterna för personlig utveckling och stimulans till det lokala lagarbetet. Idékursen brukar genomföras runt årsskiftet varje år på scoutanläggningen Kungshol.

### Lunndörrskursen
En kursform som byggde på personlig utveckling och relationsmetodik med scoutprogrammet och fjällnaturen som övningsmiljö. Första kursen genomfördes 1975 och de fanns kvar fram till 2003.

### Vinterfjäll
Fjälledarutbildning, arrangerades årligen 1993-2002 vid påsktid i förbundets fjällstugor i Storvallen. Att skaffa sig fjällkunskap vintertid bedömdes som angeläget för förbundets scoutledare. En mix av praktik och teori gav deltagarna en god erfarenhet för eget färdledarskap. Övernattning i snöbivack samt övning av transport med skadad i pulka ner från fjället var erfarenheter som satt djupa spår inte minst inom säkerhetstänkandet.

### Kanotledarkursen
Genomförs med ojämna intervall i Trysilälven. Kursen är en avancerad kanotkurs som ger deltagaren goda förutsättningar att ta med yngre scouter på paddeläventyr. 

## Förbundets tidningar

### Scoutledaren
Tidningen Scoutledaren startade 1943 var en gemensam tidning mellan KFUM, NTO och IOGT Scoutförbund. Varje förbund fick ett visst utrymme att använda för sin information medan de största ytorna främst upptogs av programideologi, ledarskapsfrågor, natur- och friluftsämnen. Redan i början av 50 talet utgavs tidningen bara av IOGT:s scoutförbunds. När NSF bildades övertog man tidningen. Tidningen riktade sig till Scoutledare. 

### Scottidningen Nying
Scottidningen Nying riktade sig till alla åldersgrupper. Med inriktning mot scouterna präglas tidningen av programtips, reportage från hajker och läger, scouttekniska tips, kunskapsartiklar och personliga tävlingsinslag. Tidningen kom ut med sitt första nummer 1981. 

### Scouting Spirit
Är en tidnings som riktar sig till både scouter och scoutledare och ges ut av NSF sedan 1998. Tidningen lades ner i början på 2023 till följd av minskade intäkter från ungdomslotteriet.  

## Medlemssiffror
NSF hade vid grundandet 1970 17 525 medlemmar och hade 2019 4007 medlemmar. 
| År   | Antal medlemmar |
| 1970 | 17525           |
| 1971 | 17923           |
| 1972 | 17984           |
| 1973 | 16588           |
| 1974 | 14764           |
| 1975 | 10755           |
| 1976 | 9765            |
| 1977 | 9720            |
| 1978 | 9675            |
| 1979 | 9342            |
| 1980 | 9058            |
| 1981 | 9219            |
| 1982 | 9213            |
| 1983 | 9143            |
| 1984 | 8986            |
| 1985 | 8170            |
| 1986 | 8070            |
| 1987 | 7485            |
| 1988 | 7208            |
| 1989 | 7498            |
| 1990 | 7775            |
| 1991 | 7450            |
| 1992 | 6975            |
| 1993 | 6719            |
| 1994 | 6488            |
| 1995 | 6181            |
| 1996 | 5755            |
| 1997 | 5803            |
| 1998 | 5960            |
| 1999 | 5887            |
| 2000 | 5460            |
| 2001 | 5416            |
| 2002 | 5227            |
| 2003 | 5201            |
| 2004 | 5030            |
| 2005 | 4654            |
| 2006 | 4754            |
| 2007 | 5541            |
| 2008 | 5545            |
| 2009 | 6390            |
| 2010 | 6001            |
| 2011 | 5454            |
| 2012 | 4895            |
| 2013 | 4795            |
| 2014 | 5114            |
| 2015 | 4852            |
| 2016 | 4779            |
| 2017 | 4470            |
| 2018 | 4107            |
| 2019 | 4118            |
| 2020 | 3894            |
| 2022 | 3648            |
| 2023 | 3680            |

## Förbundets kurs- och lägergårdar
- Kungshol, Rättvik
- Ransbergs Herrgård, Ransäter
- Fjällstugorna, Storvallen

## Förbundsläger

### För Äventyrarscouter (patrullscouter) och äldre
Ransberg 1970
Det sista NTO-scoutlägret och första rikslägret i NSF-regi genomfördes 1970 på Ransberg med 1 200 deltagare. Det blev ett avstamp in i den nya organisationen och det nya förbundet även om drygt tre månader kvarstod till det slutligt avgörande beslutet vid förbundsmötena i Örebro, där nykter scoutings framtid skulle fastslås.
Strömbackalägret
1973 genomfördes det första rikslägret för patrull- och seniorscouter  i Strömbacka i Hälsingland. Här användes det nya scoutprogrammet där flickorna och pojkarna i patrullerna skulle jobba, leva och bo tillsammans under hela lägret. Det blev en manifestering med 1 300 deltagare och flera nya ansikten från hela landet. Många hade lockats av ett spännande program med fokus på patrullen i det nya patrullscoutprogrammet samt massor av nya aktiviteter.
Angöring-74
Riksläger, Angöring 74, var ett specialläger, det första renodlade sjöscoutlägret i nykter scoutings historia. Det förlades till Stockholms scoutdistrikts anläggning Vässarö, i Roslagens skärgård. På samma sätt som tidigare låg fokus även detta år på patrullen med patrullbyar och patrullsegling samt rodd i patrullbåtar. Många icke metodinriktade ledare kunde tycka att patrullpedagogiken blev lite överdriven, dock inte de största entusiasterna som långt senare fick erfara betydelsen av ett målmedvetet patrullscoutprogram. Drygt 600 deltagare från landets många kårer hade fångats av marknadsföring, även de som inte hade sjöverksamhet i sitt dagliga program.
Patrull 77
Ytterligare ett riksläger med speciell inriktning i det nya unga scoutförbundet blev Patrull 77 som förlades till Ransberg. Det var en del av patrullscoutsatsningen som pågått ett antal år som en konsekvens av programförändringen som infördes cirka sju år tidigare. Varje patrull startade några dagar före lägret med en vandring och hajk, och kom på så sätt till fots till själva lägerplatsen. Patrullerna fick bygga upp sina egna byar med alla lägerarbeten som ansågs nödvändiga. Gott om tillgång på virke bidrog till att många fina lägerarbeten restes.
ASA-lägret    
1981 genomfördes läger i Asa i Småland. Lägret had en mycket uppskattad trapperavdelning med inspiration från USA och Canada. Från ASA-lägret kallades lägren Förbundsläger.
Tived-85
1985 genomfördes läger vid Ösjönäs Tiveden. Lägret hade en mycket uppskattad trapperavdelning med inspiration från USA och Canada.
Ransberg -88
1988 genomfördes läger på Ransberg i Värmland. Lägret hade teamet "Äventyr utan måtta".
Gränsölägret
1992 genomfördes läger på Gränsö utanför Västervik. Lägrets program inkluderade bland annat en heldag med besök inne i Västervik.
Härold Anno 95
1996 var man tillbaka på Ransberg. Lägret präglades mycket av sitt uppskattade medeltidstema.
Sjöbris
1998 genomfördes läger på Stockholms scoutdistrikts lägeranläggning Vässarö. Lägrets program präglades av ett starkt sjöscoutinslag.
Festival
2003 genomfördes läger på Ransberg.
Summercamp
2008 genomfördes läger på Ransberg tillsammans med Ungdomens Nykterhetsförbund och Active, nykterhetsorganisationer för ungdomar i Europa.
Summercamp 2,5
2010 genomfördes läger på Ransberg.
Beaver Creek
2012 genomfördes läger på Ransberg.
Bunge Jump
2016 genomfördes läger på Gotland.

## Seniorscoutläger (Utmanare)
| 1971 | Skräddartorpslägret | Skräddartorp         |
| 1978 | Väntass             | Ösjönäs, Tiveden     |
| 1983 | Ottsjölägret        | Ottsjö               |
| 1987 | Gotlandslägret      | Gotland              |
| 1990 | Lakavattnet 90      | Strömsund            |
| 1997 | Elementa            | Nulltjärn, Vålådalen |
| 2002 | Soleld              | Gotland              |
| 2006 | JäMT:LäGER          | Nulltjärn, Vålådalen |
| 2019 | Aurora              | Storvallen           |

## Förbundsmöte
Sedan förbundets bildande har man genomfört årsmöte, Förbundsmöte (FM), dit alla förbundets scoutkårer har möjlighet att sända ombud. Från 1970 till 2013 genomfördes FM varje år och efter 2013 genomför man FM vartannat år.

### Orter för FM
| 1970 | ÖREBRO       |
| 1971 | GÖTEBORG     |
| 1972 | Malmö        |
| 1973 |              |
| 1974 | Örebro       |
| 1975 | ESKILSTUNA   |
| 1976 | VÄSTERVIK    |
| 1977 | Växjö        |
| 1978 | FALUN        |
| 1979 | Norrköping   |
| 1980 | NORRKÖPING   |
| 1981 | RONNEBY      |
| 1982 | ÖREBRO       |
| 1983 | GÄVLE        |
| 1984 | ESKILSTUNA   |
| 1985 | KARLSTAD     |
| 1986 | LANDSKRONA   |
| 1987 | OSKARSHAMN   |
| 1988 | SKELLEFTEÅ   |
| 1989 | SANDVIKEN    |
| 1990 | ÖREBRO       |
| 1991 | NYKÖPING     |
| 1992 | MALMÖ        |
| 1993 | VÄXJÖ        |
| 1994 | LINKÖPING    |
| 1995 | GÖTEBORG     |
| 1996 | LIDKÖPING    |
| 1997 | KARLSTAD     |
| 1998 | HELSINGBORG  |
| 1999 | MÖNSTERÅS    |
| 2000 | VARBERG      |
| 2001 | EKSJÖ        |
| 2002 | STOCKHOLM    |
| 2003 | GÖTEBORG     |
| 2004 | FALKÖPING    |
| 2005 | ÖREBRO       |
| 2006 | LUND         |
| 2007 | BORÅS        |
| 2008 | VÄSTERVIK    |
| 2009 | VÄXJÖ        |
| 2010 | GÖTEBORG     |
| 2011 | ÖSTERSUND    |
| 2012 | KRISTIANSTAD |
| 2013 | ÖREBRO       |
| 2014 | inget FM     |
| 2015 | ESKILSTUNA   |
| 2016 | inget FM     |
| 2017 | RANSBERG     |
| 2018 | inget FM     |
| 2019 | ÄLMHULT      |
| 2020 | inget FM     |
| 2021 | MÖLNLYCKE    |
| 2022 | inget FM     |
| 2023 | HÄSSLEHOLM   |

## Förtjänstmärken
Nykterhetsrörelsens scoutförbund är en del av Scouternas Förtjänstmärkessystem. Beslut om årsmärkena i brons, silver, guld och guldemalj tas av kår eller distrikt. NSF:s stora förtjänstmärke utdelas av förbundets styrelse. Silvervargen, Gustaf Adolfs-märket, Ledfyren, Silverkorset, Guldkorset samt scouternas hedersmärken utdelas av riksorganisationen Scouterna. Bronsvargen, världsscoutings högsta och enda utmärkelse, delas ut av styrelsen i WOSM.  

### Medlemmar i NSF, IOGT-scouterna eller NTO-scouterna som fått en Silvervarg
| Namn                        | Förbund       | Utdelad år |
| Robert Larsson              | NTO           | 1947       |
| Bertil Berthel              | IOGT          | 1950       |
| Arne Henriksson             | NTO           | 1950       |
| Ernst Nordlund              | IOGT          | 1956       |
| Göte Lundgren               | IOGT          | 1956       |
| Erik W Nilsson              | NTO           | 1959       |
| Arne Lundberg               | IOGT          | 1963       |
| Rune Larsson                | NTO           | 1965       |
| Olle Wik                    | IOGT          | 1966       |
| Sven Nyberg                 | NSF           | 1971       |
| Mildred Gatenheim           | NSF           | 1973       |
| Gunnar Persson              | NSF           | 1974       |
| Stig Larsson                | NSF           | 1976       |
| Jan Wikegård                | NSF           | 1977       |
| Stina Bäckström             | NSF           | 1977       |
| Nils Ivar Engberg           | NSF           | 1978       |
| Aina Gustafsson             | NSF           | 1979       |
| Fredrik Karlsson            | NSF           | 1981       |
| Carl-Olov Dovner            | NSF           | 1983       |
| Nils Sikström               | NSF           | 1984       |
| Barbro Lönnehed             | NSF           | 1985       |
| Holger Lundqvist            | NSF           | 1986       |
| Margit Persson              | NSF           | 1988       |
| Etty Seger                  | NSF           | 1989       |
| Ingegerd Andersson          | NSF           | 1990       |
| Ulla Eriksson               | NSF           | 1990       |
| Eje Rosén                   | NSF           | 1992       |
| Karl-Erik Nilsson           | NSF           | 1992       |
| Monica Andersson            | NSF           | 1997       |
| Lasse Karlsson              | NSF           | 2002       |
| Göran Hägerdal              | NSF/SSR       | 2007       |
| Hans Lundberg               | NSF           | 2009       |
| Fredrik Krantz              | NSF           | 2009       |
| Anna Löfgren                | NSF/Scouterna | 2019       |
| Bodil Hansen                | NSF/Scouterna | 2021       |
| Sigbritt "Sibban" Andersson | NSF/Scouterna | 2022       |

### Medlemmar i NSF, IOGT-scouterna eller NTO-scouterna som fått enBronsvarg.
| Arne Lundberg  | 1988 |
| Göran Hägerdal | 2020 |